# Старова-Гура
Старова-Гура (пол. Starowa Góra) — село в Польщі, у гміні Жгув Лодзький-Східного повіту Лодзинського воєводства.
Населення — 2138 осіб (2011).

## Демографія
Демографічна структура станом на 31 березня 2011 року:
|          | Загалом | Допрацездатний вік | Працездатний вік | Постпрацездатний вік |
| -------- | ------- | ------------------ | ---------------- | -------------------- |
| Чоловіки | 1032    | 210                | 719              | 103                  |
| Жінки    | 1106    | 230                | 679              | 197                  |
| Разом    | 2138    | 440                | 1398             | 300                  |